# Cécile de Suède (1807-1844)
Titre
Grande-duchesse consort d'Oldenbourg
5 mai 1831 – 27 janvier 1844
(12 ans, 8 mois et 22 jours)
La princesse Cécile de Suède (en suédois Cecilia av Sverige), née le 22 juin 1807 à Stockholm (Suède-Finlande) et décédée le 27 janvier 1844 à Oldenbourg (Grand-duché d'Oldenbourg), était une princesse de Suède-Finlande devenue grande-duchesse consort d'Oldenbourg à la suite de son mariage en 1831.

## Famille
Fille du roi Gustave IV Adolphe de Suède et de la reine Frédérique, elle passe son enfance  dans le grand-duché de Bade, pays d'origine de sa mère où la famille royale de Suède s'est réfugiée en mars 1809 à la suite de la déposition de son père.
Ses parents divorcent dès 1812, c'est sa grand-mère Amélie de Hesse-Darmstadt qui l’élève à Bruchsal. 
Comme tous les souverains allemands, le grand-duc Charles II de Bade, oncle maternel de la princesse Cécile, est un allié de l'empereur des Français Napoléon Ier dont il a épousé la fille adoptive Stéphanie de Beauharnais. Le Grand-duché de Bade fait partie de la Confédération du Rhin.
En 1814, l'empereur des Français est vaincu. Le Congrès de Vienne réorganise l'Europe. Le grand-duc de Bade, qui a du renoncer à l'alliance française (et qui est le beau-frère du tsar Alexandre Ier de Russie), conserve ses titres et ses possessions.
Le grand-duc Charles II de Bade meurt en 1818  sans laisser de fils survivant, son oncle lui succède sous le nom de Louis Ier de Bade. Il n'a pas d'enfant et son successeur putatif est son demi-frère Léopold. Cependant ce dernier est issu d'un mariage morganatique et ses droits pourraient être contestés par le roi de Bavière. Un mariage dynastique avec une princesse ayant du sang badois renforcerait les droits du jeune homme. Les princesses de Suède vivant en exil au frais de la cour de Bade semblent toute désignées. Malgré la différence de rang, ni l'ex-roi Gustave IV, ni la reine Frédérique ne sont en mesure de s'y opposer. Aussi, dès 1819, la princesse Sophie de Suède, 18 ans,sœur aînée de la princesse Cécile, est-elle mariée à Léopold de Hochberg, 29 ans, son grand-oncle. Le futur grand-duc n'a aucune ambition et guère envie de régner. Son épouse en a pour deux. En 1824, naît l'héritier désiré prénommé Louis II, comme son oncle et arrière-grand-oncle le grand-duc régnant.
La reine Frédérique meurt en 1826 à l'âge de 45 ans. Le grand-duc Louis meurt en 1830 et Léopold de Hochberg lui succède finalement sans difficulté. Sophie est grande-duchesse. 
La fin des années 1820 est marquée par l'affaire Kaspar Hauser. Le jeune homme est assassiné en 1833 et la grande-duchesse Sophie soupçonnée d'avoir commandité le meurtre.
Son frère, titré prince Vasa, épouse en 1830 leur cousine Louise de Bade (1811-1854), fille de feu le grand-duc Charles II de Bade et de Stéphanie de Beauharnais. Le couple vivra à Vienne avec leur sœur, la princesse Amélie qui sera proche de la famille impériale et notamment de l' archiduchesse Sophie.

## Mariage

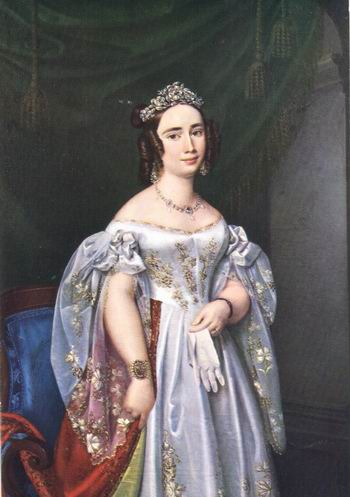
La grande duchesse Cécile.

Fille d'un roi détrôné et vivant en exil, la princesse Cécile a peu de chance de trouver un époux de son rang et il est hors de question qu'elle puisse épouser un homme qui ne soit pas de son rang. Aussi passé la vingtaine, la princesse Cécile est-elle toujours célibataire. 
Elle épouse cependant le 5 mai 1831 à Vienne(Empire d'Autriche) (où vivent son frère, sa belle-sœur et sa sœur) à l'âge de 24 ans, le grand-duc Auguste Ier d'Oldenbourg, déjà deux fois veuf, père d'un fils et de deux filles et âgé de 48 ans mais prince souverain et apparenté à la Maison Impériale de Russie.
De cette union naîtront trois enfants :
- le duc Alexandre d'Oldenbourg (16 juin 1834 – 6 juin 1835) ;
- le duc Nicolas d'Oldenbourg (15 février 1836 – 30 avril 1837) ;
- le duc Élimar d’Oldenbourg (23 janvier 1844 – 17 octobre 1895), qui épouse morganatiquement la baronne Natalie Vogel von Friesenhof (postérité).

Quelques mois après son mariage, la grande-duchesse perd sa grand-mère la margrave Amélie qui s'éteint en 1832.
En 1835, la grande-duchesse perd son fils aîné qui n'a pas un an.
En 1836, sa belle-fille la princesse Amélie d'Oldenbourg devient la première reine de Grèce. 
En 1837, la grande-duchesse perd son père qu'elle a peu connu et son second fils âgé de 2 ans.
En janvier 1844, la grande-duchesse Cécile met au monde son troisième enfant. Atteinte de fièvre puerpérale, elle meurt quatre jours plus tard à l'âge de 36 ans. Elle repose au mausolée ducal d'Oldenbourg.

## Lieu d'inhumation
La grande-duchesse Cécile est inhumée dans la crypte du mausolée ducal d'Oldenbourg du Gertrudenfriedhof d'Oldenbourg.

## Titres et honneurs

### Titulature
- 22 juillet 1807 — 5 mai 1831 : Son Altesse la princesse Cécile de Suède-Finlande
- 5 mai 1831 — 27 janvier 1844 : Son Altesse royale la grande-duchesse consort d'Oldenbourg

## Sources
- (en) Cet article est partiellement ou en totalité issu de l’article de Wikipédia en anglais intitulé « Princess Cecilia of Sweden (1807–1844) » (voir la liste des auteurs).